# Timan Erdimi
Timane Erdimi, né le 12 juillet 1955 à Keoura (nord-est du Tchad), est un homme politique tchadien. Membre de l'ethnie zaghawa, il est le frère jumeau de Tom Erdimi, cousin du président tchadien Idriss Déby contre lequel il est entré en rébellion depuis 2005, il est le fils d'une cousine de celui-ci.

## Biographie
Il est élevé chez les jésuites de Beyrouth. Il est directeur de cabinet du président Idriss Déby et l'ancien directeur de la CotonTchad.
Timan Erdimi est le chef d'un groupe de rebelles tchadiens, le Rassemblement des forces pour le changement (RFC), qui compte 1 700 soldats au début de 2008.
Le 1er décembre 2006, Timan Erdimi perd son fils Hamdoun, âgé de 21 ans, lors d'un combat les opposant à l'armée à Guéréda.
Un mandat d'arrêt international est émis par le Tchad contre Timan Erdimi et son frère jumeau Tom Erdimi en 2007. Il est parmi les 12 personnes condamnées à mort par contumace par un tribunal tchadien le 15 août.
Les huit mouvements ayant formé l'UFR ont désigné le 24 janvier 2009 Timan Erdimi comme président de cette alliance. Quelques heures après cette nomination, la sœur cadette d'Erdimi, Gani Nassour, est assassinée dans la capitale.
Le Qatar accueille Timan Erdimi depuis 2010. Il est pris en charge par les autorités mais ne peut plus sortir du pays car il n'a plus de passeport.
En janvier 2019, les troupes de l'UFR avancent vers la capitale tchadienne mais sont repoussées en février par des bombardements de l'armée française. En août 2019, 267 soldats de l'UFR sont jugés par un tribunal spécial tchadien. Timan Erdimi qui n'a pas été capturé par la France, est condamné par contumace à la prison à perpétuité.
Un dialogue national inclusif est prévu pour août 2022 entre la société civile, les différents groupes armés et la junte au pouvoir depuis le coup d'État de Mahamat Idriss Déby. Erdimi revient à N'Djamena peu avant l'ouverture de ce dialogue auquel l'UFR compte participer.